# Поворозник, Владимир Васильевич
Поворозник Василий Владимирович (род. 15 июля 1951, Слобода-Болеховская, Станиславская область) — украинский политический деятель, милиционер, начальник Городокского районного отдела внутренних дел в Хмельницкой области, Городокский городской глава Хмельницкой области. Народный депутат Украины 1-го созыва (в 1992—1994 годах).

## Биография
Родился в крестьянской семье. В 1968—1969 годах ученик Одесского профессионально-технического училища. В 1969 году — токарь Одесского завода «Автогенмаш». В 1969—1972 годах служил в Военно-Морском Флоте СССР на Краснознаменном Черноморском флоте. В 1972—1975 годах — токарь колхоза имени Ильича села Сокиринцы Чемеровецкого района Хмельницкой области. В 1975—1977 годах курсант Ивано-Франковской средней школы милиции. Член КПСС.
В 1977—1992 годах— следователь, начальник отдела уголовного розыска, заместитель начальника, начальник Волочисского районного отдела внутренних дел Хмельницкой области. Окончил Киевскую высшую школу милиции, юрист-правовед. В 1992—2004 годах — начальник Городокского районного отдела внутренних дел в Хмельницкой области; начальник Дунаевецкого районного отдела внутренних дел в Хмельницкой области.
6 декабря 1992 года избран народным депутатом Украины 2-й тур, 50,2%, 3 претендента. Член комиссии ВР по вопросам правопорядка и борьбы с преступностью. В группы, фракции не входил.
В 2004—2010 годах — начальник, заведующий, методист Хмельницкого отделения Киевского национального университета внутренних дел. В ноябре 2010 — октябре 2015 года — Городокский городской голова Хмельницкой области. С ноября 2015 года — депутат Хмельницкого областного совета от политической партии «За конкретные дела». 
С апреля 2018 года сопредседатель политической партии «За конкретные дела», секретарь партии.